# Úti kaland
Az Úti kaland (eredeti olasz címe Quattro passi fra le nuvole) 1942-ben bemutatott fekete-fehér olasz filmvíjáték, rendezte Alessandro Blasetti. Az olasz cím szó szerinti fordítása: Négy lépés a fellegekben.
A filmet úgy tartják számon, mint a legelső olasz neorealista alkotások egyikét.

## Cselekménye
A cselekmény középpontjában jelentéktelen hős áll, az egyszerű történet hol mulatságos, hol megható. A hétköznapi életet részletezően mutatja be a film. 
Paolo Bianchi kereskedelmi ügynök üzleti útra indul, és felesége kellemetlen modora megkönnyíti az elválást. A zsúfolt vonaton átadja helyét egy szomorkodó, magányos lánynak, és amikor a lánynak összeütközése támad az idegeskedő kalauzzal, védelmébe veszi. 
Autóbuszon folytatja útját és itt újra találkozik a lánnyal. Az autóbusz egy kisebb baleset miatt megszakítja útját, alig pár lépésnyire a lány lakásától. Paolo egy darabon elkíséri, és érdeklődésére a lány, Maria bevallja, hogy egy férfi elcsábította, majd elhagyta, ő pedig most gyereket vár. A szüleinél akar maradni, de fél a szigorú, rideg erkölcsű apjától. Paolo vigasztalja, majd elköszön, mert indul az autóbusz. A lány félénken megkéri, hogy kísérje haza és egy időre játssza el a férj szerepét. Paolo megrémül, majd morogva beleegyezik. 
Otthon az apa előbb felháborodik, majd megbékül, lakodalmi vacsorát csapnak, közben a lány rosszul lesz, kiderül terhessége, általános az öröm. Paolo a kertben tölti az éjszakát. Reggelre egy fénykép alapján az apa rájön, hogy Paolo nős ember, aki így kénytelen felfedni az igazságot, a nagyapa pedig tanúsítja, hogy a férfi a kertben aludt. A sok kellemetlen helyzet után Paolo nyugodtan hagyja el a házat és folytatja útját. 
Otthon a szűk városi lakásban újra elkezdődnek a szürke hétköznapok. Paolo savanyú felesége ingerült megjegyzései közben gondol vissza a szép falusi házra és a szelíd, kedves Mariára.

## Fogadtatása
A korabeli olasz kritika elismeréssel fogadta a filmet. Giuseppe de Santis olasz rendező lelkesen üdvözölte, hogy Blasetti „visszatért a realizmushoz”, és hogy megértette és megvalósította „a forgatókönyvben rejlő poézist.” 
„Blasetti a fasizmus és a háború éveiben merészen bemutatta az addig észre sem vett kisember szürke hétköznapjait, vívódásait, keserves életét… Semmi kétség: nagy alkotás volt, mestermű.” – írta Nemeskürty István 1958-ban.
A filmet 1956-ban francia-olasz koprodukcióban újraforgatták Mario Soldati író, rendező irányításával, a főszerepeket Fernandel és Giulia Rubini alakította. Eredeti francia címe: Sous le ciel de la Provence (magyarul ’Provence ege alatt’), Magyarországon viszont ez az utóbbi film kapta az 1942-es film eredeti címét: Négy lépés a fellegekben.

## Szereplők
- Gino Cervi – Paolo Bianchi
- Adriana Benetti – Maria
- Giuditta Rissone – Clara Bianchi
- Carlo Romano – Antonio, buszsofőr
- Guido Celano – Pasquale, Maria testvére
- Margherita Seglin – Luisa, Maria és Pasquale anyja
- Aldo Silvani – Luca, Maria és Pasquale apja
- Mario Siletti – Fiú a buszon
- Oreste Bilancia – Campolói fűszeres
- Gildo Bocci – Gazda a buszon
- Arturo Bragaglia – Ideges utas
- Anna Carena – Tanár a buszon
- Pina Gallini  – Clelia asszony
- Luciano Manara – Az északi
- Armando Migliari – Antonio, állomásfőnök
- Giacinto Molteni – Nonno Matteo